# Nils Forsberg
Nils Forsberg (Riseberga, 17 dicembre 1842 – Helsingborg, 8 novembre 1934) è stato un pittore svedese.
Nils Forsberg nacque nel villaggio di Riseberga, oggi quartiere della città di Malmö, in Scania, da un'umile famiglia, figlio di Ola Forsberg e di sua moglie, Kristina Persdotter. Dopo un periodo di studio presso la città di Göteborg, nel 1867 si trasferì a Parigi, dove rimase sino al 1902. Nella capitale francese frequentò i connazionali Nils Barck, ceramista, e Gustaf Cederström, pittore di soggetti storici. Forsberg studiò presso l'atelier del pittore Léon Bonnat e nel 1888 vinse la medaglia d'oro al Salon per il dipinto La morte dell'eroe, oggi conservato al Museo nazionale di Stoccolma. La tela, ispirata alla guerra franco-prussiana del 1870-71, alla quale partecipò lo stesso artista in qualità di infermiere, rappresenta un soldato francese morente in seguito all'eroica difesa di Parigi. Malgrado Forsberg abbia lungamente lavorato a Parigi, sono poche le opere che si possono ammirare oggi in Francia: tra queste, due ritratti conservati presso il museo di Vendôme e tre dipinti al Museo di arte moderna e contemporanea di Strasburgo. Il Musée d’Orsay di Parigi possiede un ritratto bronzeo di Nils Forsberg, opera dello scultore svedese Erik Lindberg.
Nel 2014 il Museo nazionale di Stoccolma ha acquisito un ritratto, opera di Forsberg, che raffigura il giovane figlio, Nils Forsberg junior (1870-1961), che fu a sua volta pittore. 

## Galleria di immagini

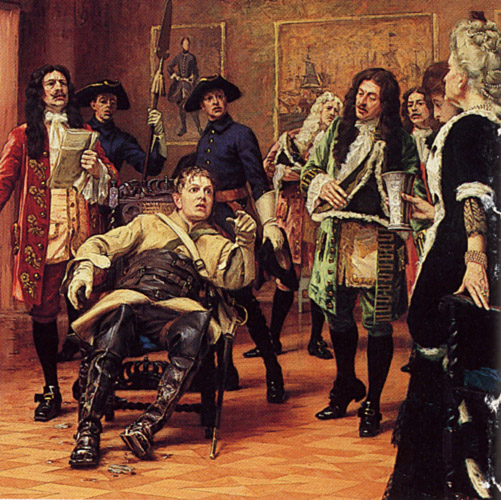
Stenbocks kurir, (1911).
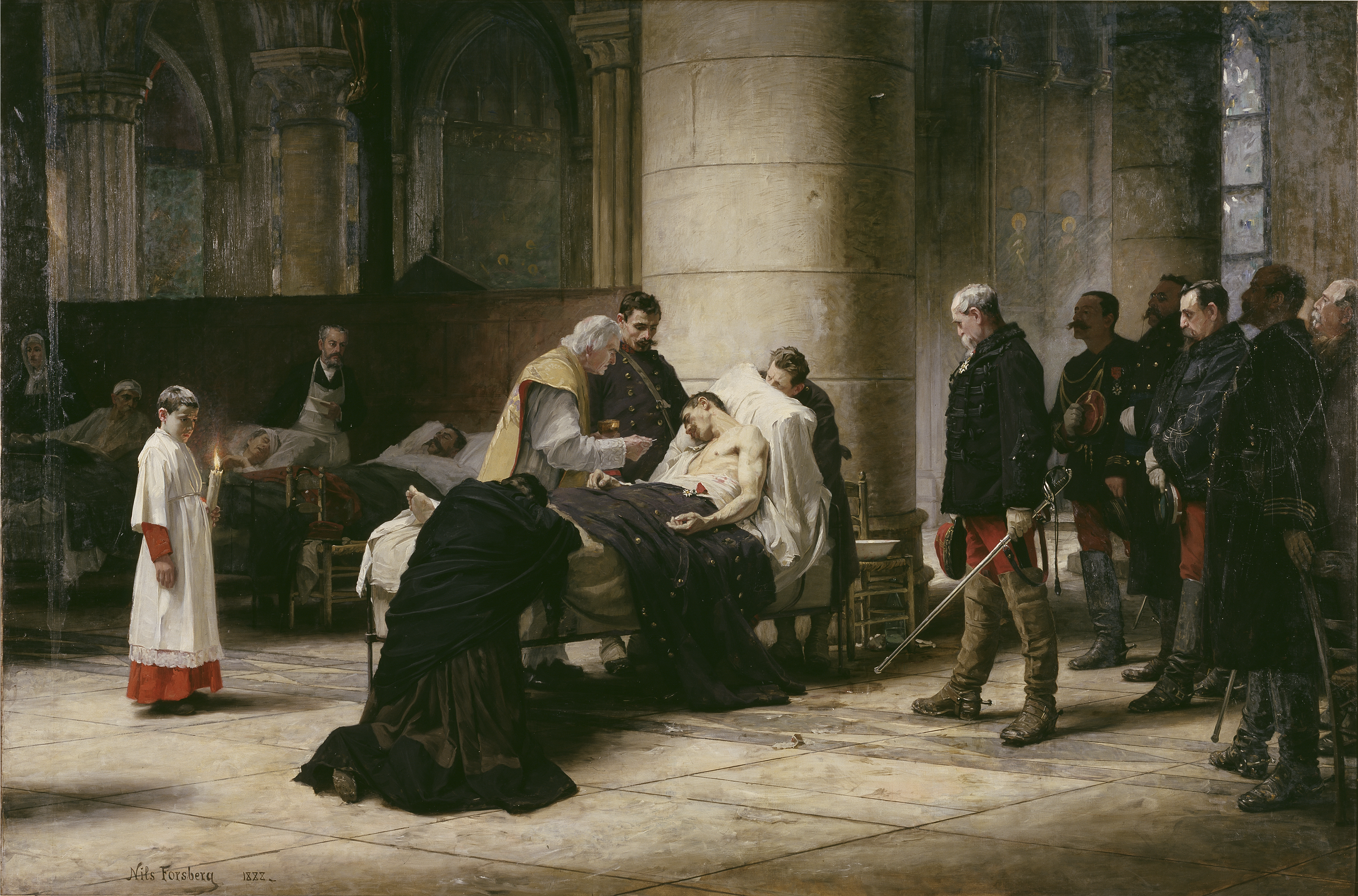
La morte dell'eroe, (1888). Nationalmuseum, Stoccolma.
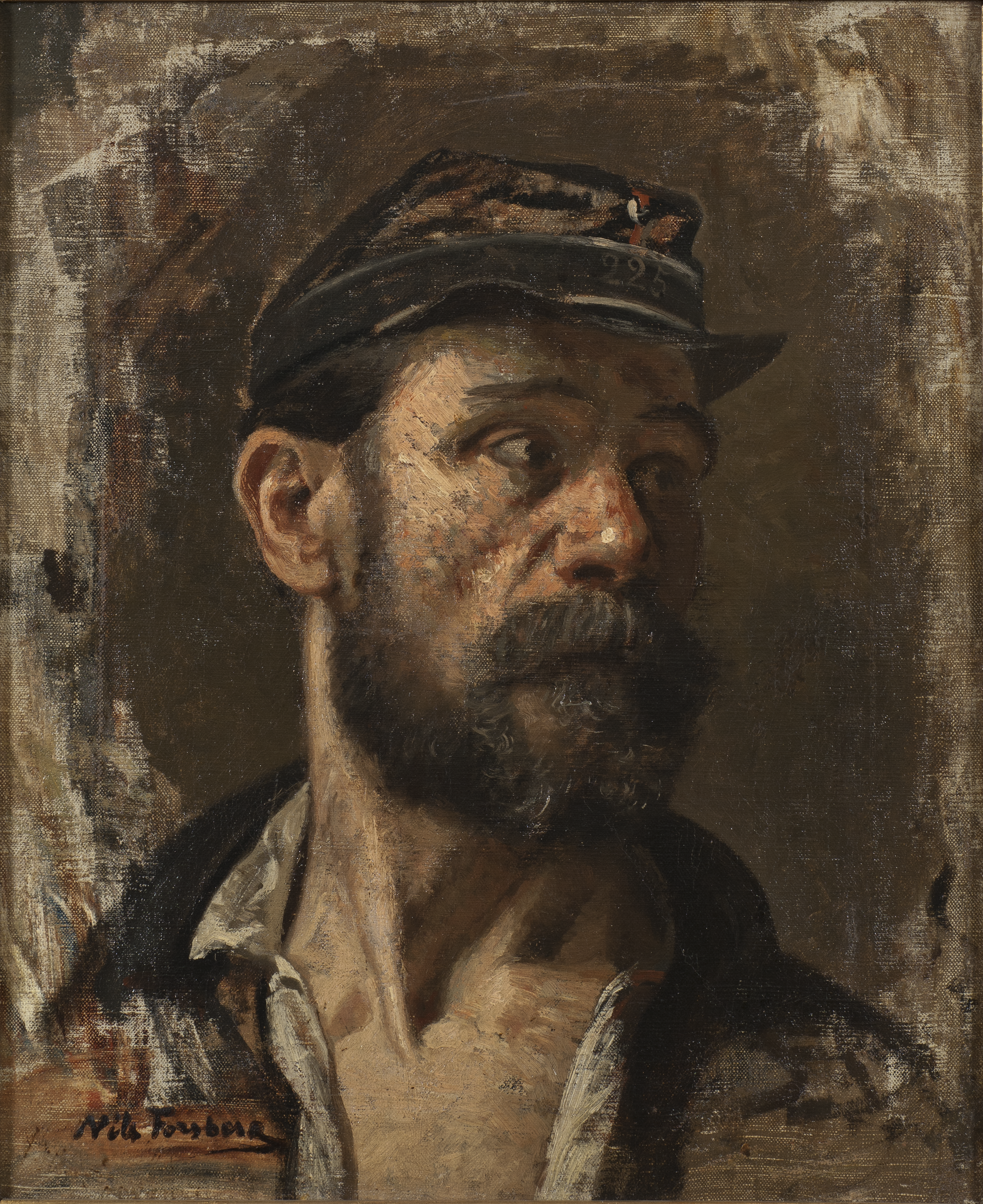
Un comunardo, (1871). Nationalmuseum, Stoccolma.
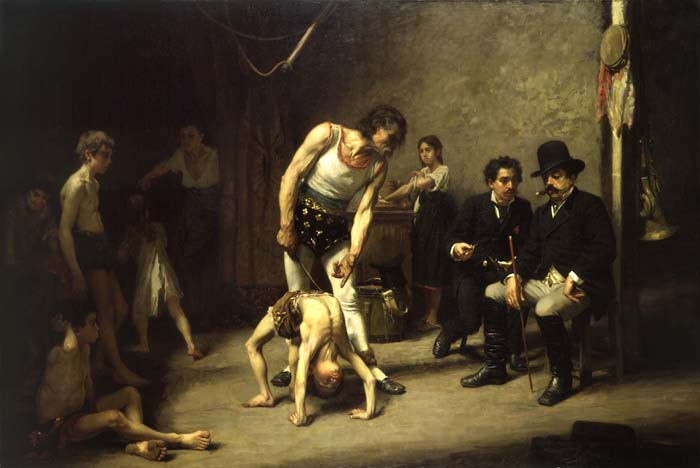
La famiglia di acrobati e il direttore del circo, (1878). Göteborgs konstmuseum, Göteborg.
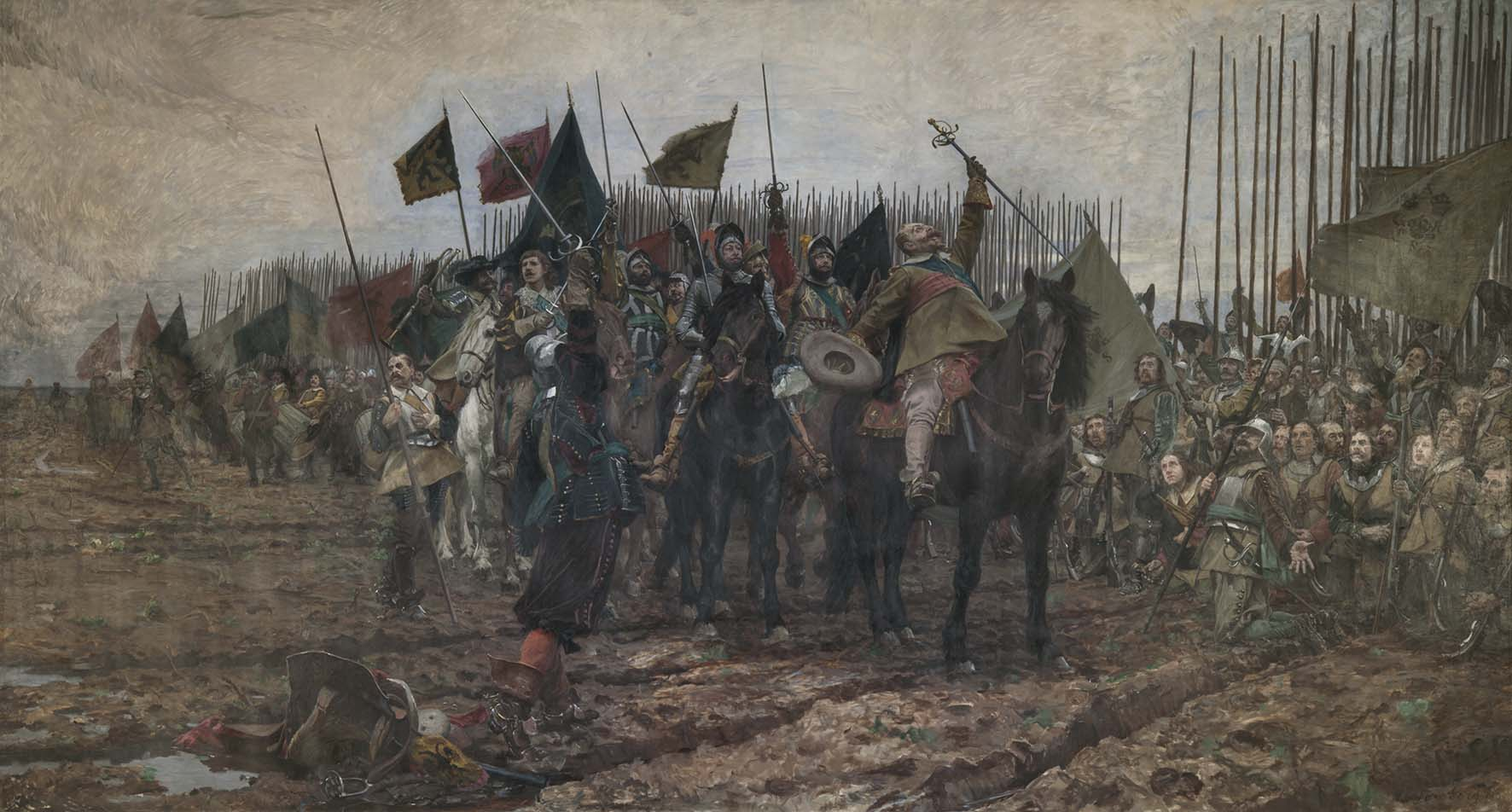
Il re Gustavo Adolfo prima della battaglia di Lützen del 1632, (1900). Göteborgs konstmuseum, Göteborg.
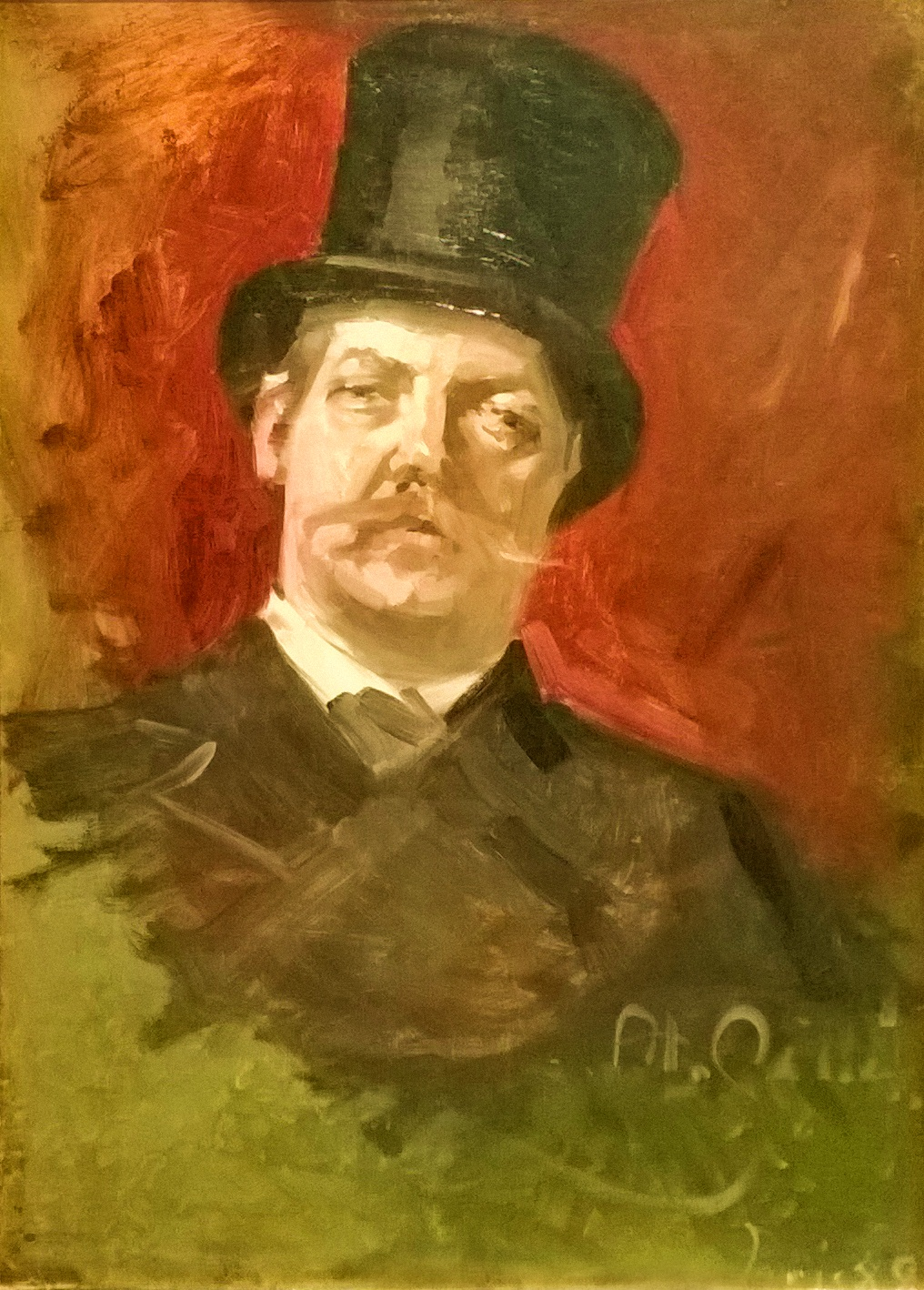
Ritratto di Forsber, opera di Akseli Gallen-Kallela, (1888). Gösta Serlachius Fine Arts Foundation.